# Bande oligoclonale

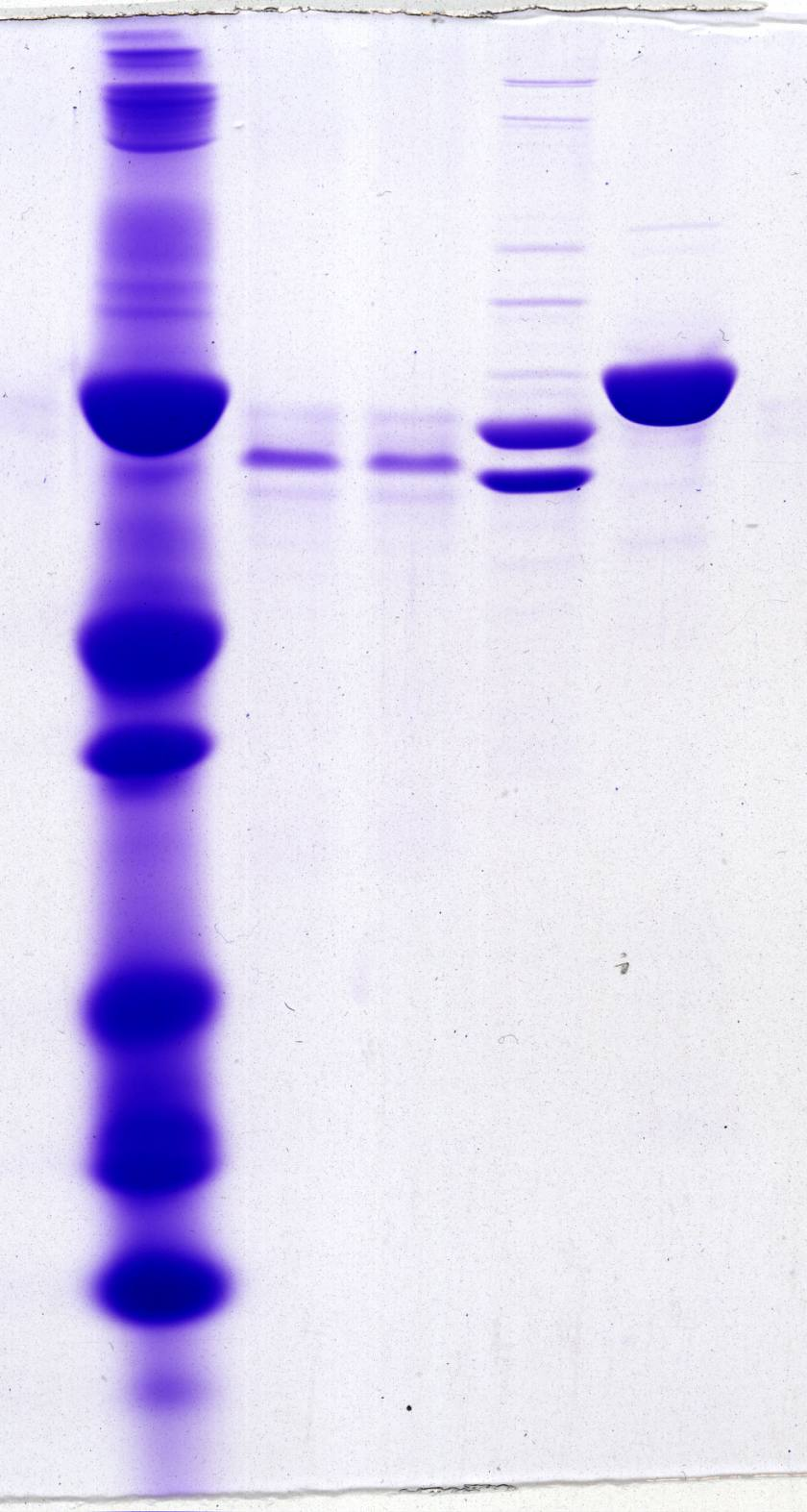
Protéines séparées par SDS-PAGE, coloration au bleu de Coomassie

Les bandes oligoclonales (BOC) sont des bandes d'immunoglobulines qui sont observées lorsque le sérum sanguin ou le liquide cérébrospinal (LCS) d'un patient est analysé. Ils sont utilisés dans le diagnostic de diverses maladies neurologiques ou sanguines, en particulier dans la sclérose en plaques.
Deux méthodes d'analyse sont possibles : 
1. l'électrophorèse des protéines, une méthode d'analyse de la composition des fluides, également appelée « électrophorèse sur gel d'agarose » ou « coloration au bleu de Coomassie » ;
2. la combinaison de la focalisation isoélectrique / coloration à l'argent. Ce dernier est plus sensible[1].

Pour l'analyse du liquide cérébrospinal, un patient subit une ponction lombaire. Le sérum sanguin peut être obtenu à partir d'un échantillon de sang coagulé. Normalement, on suppose que toutes les protéines qui apparaissent dans le LCS, mais qui ne sont pas présentes dans le sérum, sont produites par voie intrathécale (à l'intérieur du SNC). Par conséquent, il est normal de soustraire les bandes sériques des bandes du LCS lors de la recherche de maladies neurologiques.

## Bandes oligoclonales dans la sclérose en plaques
Les BOC sont particulièrement importants pour la sclérose en plaques (SeP). Dans la SeP, seuls les BOC constitués d'anticorps d'immunoglobuline G sont pris en compte, bien que parfois d'autres protéines puissent être prises en compte, comme l'immunoglobuline M, spécifique aux lipides ,. La présence de ces BOC IgM est associée à une évolution plus sévère.
Typiquement pour une analyse des BOC, le LCS est concentré et le sérum est dilué. Après cette dilution ou concentration, la préalbumine apparait comme plus élevée sur le LCS. L'albumine est généralement la bande dominante dans les deux fluides. La transferrine est une autre protéine importante sur la colonne LCS parce que sa petite taille moléculaire facilite sa filtration du LCS. Le LCS a une concentration de préalbumine relativement plus élevée que le sérum. Comme prévu, les grandes protéines moléculaires sont absentes dans la colonne LCS. Une fois toutes ces bandes localisées, les BOC doivent être évaluées dans la région γ qui héberge normalement un petit groupe d'immunoglobulines polyclonales.
De nouvelles techniques comme l'immunoessai de focalisation isoélectrique capillaire sont capables de détecter les BOC IgG chez plus de 95 % des patients atteints de sclérose en plaques.
Plus de 12 BOC peuvent apparaitre dans la SeP. Chacune d'elles représente des protéines d'anticorps (ou des fragments de protéines) sécrétés par les plasmocytes, bien qu'on n'a pas encore été entièrement élucidé la raison exacte pour laquelle ces bandes sont présentes et quelles protéines elles représentent. Les antigènes cibles de ces anticorps ne sont pas faciles à identifier car il faudrait isoler un seul type de protéine dans chaque bande, mais de nouvelles techniques sont capables de le faire.
Chez 40 % des patients atteints de SeP avec BOC, des anticorps spécifiques aux virus HHV-6 et EBV ont été trouvés.
Des BOC spécifiques au HHV-6 ont également été trouvés dans d'autres maladies démyélinisantes,. Une protéine lytique du virus HHV-6A a été identifiée comme la cible de bandes oligoclonales spécifiques au HHV-6.
Les premières théories postulaient que les BOC étaient en quelque sorte des auto-antigènes pathogènes, mais des recherches récentes ont montré que les IgG présentes dans les BOC sont des anticorps contre les débris et ne seraient par conséquent qu'un effet secondaire de la SeP. Néanmoins, les BOC restent utiles en tant que biomarqueurs.

### Valeur diagnostique
Les bandes oligoclonales sont un indicateur important dans le diagnostic de la sclérose en plaques. Jusqu'à 95% de tous les patients atteints de sclérose en plaques ont des bandes oligoclonales observables en permanence, au moins pour ceux d'ascendance européenne. Les derniers rapports disponibles en 2017 indiquaient une sensibilité de 98 % et une spécificité de 87 % pour le diagnostic différentiel par rapport aux mimickers de SeP (la spécificité respectant la population non sélectionnée devrait être égale ou supérieure).
Une autre application pour les OCB est comme un outil pour classer les patients. On sait depuis longtemps que les patients atteints de SEP à BOC négative ont une évolution plus lente. Certains rapports indiquent que la condition sous-jacente qui cause les lésions de SP chez ces patients est différente. Il existe quatre schémas pathologiques de dommages et, chez la majorité des patients présentant des lésions cérébrales de schémas II et III, les bandes oligoclonales sont absentes ou seulement transitoirement présentes.

### Hétérogénéité
Il a été rapporté que les bandes oligoclonales sont presque absentes chez les patients présentant des types de lésions de type II ou III.
Six groupes de patients sont généralement séparés, sur la base des BOC : 
- type 1, pas de bandes ni dans le LCS ni dans le sérum ;
- type 2, bandes IgG oligoclonales dans le LCS ;
- type 3, bandes oligoclonales dans le LCS et le sérum avec des bandes supplémentaires dans le LCS ;
- type 4, bandes oligoclonales identiques dans le LCS et le sérum,
- type 5, bandes monoclonales dans le LCS et le sérum,
- type 6, présence d'une seule bande limitée au LCS.

Les types 2 et 3 indiquent une synthèse intrathécale et les autres sont considérés comme des résultats négatifs (pas de SeP).

### Alternatives
L'importance principale des bandes oligoclonales était de démontrer la production d'immunoglobines intrathécales (IgG) pour établir un diagnostic de SeP. Actuellement, des méthodes alternatives à la détection de cette synthèse intrathécale ont été publiées et leur ont donc fait perdre une partie de son importance dans ce domaine.
Une méthode particulièrement intéressante est celle des chaines légères libres (en) (FLC), en particulier les kappa-FLC (kFLC). Plusieurs auteurs ont rapporté que la détermination des FLC néphélométriques et ELISA est comparable aux BOC en tant que marqueurs de la synthèse des IgG et que les kFLC se comportent encore mieux.
Une autre solution de remplacement aux bandes oligoclonales pour le diagnostic de la SeP est la réaction MRZ (MRZR), une réponse immunitaire antivirale polyspécifique contre les virus de la rougeole, de la rubéole et du zona trouvée en 1992.
Dans certains rapports, la MRZR a montré une sensibilité inférieure aux BOC (70 % contre 100 %), mais une spécificité plus élevée (92 % contre 69 %) pour la SeP.

## Bandes oligoclonales dans d'autres maladies
La présence d'une bande monoclonale peut être considérée aussi bien normale que grave, potentiel signe d'une maladie lymphoproliférative : elle doit être interprétée au cas par cas en fonction du contexte de chaque patient. Un plus grand nombre de bandes suggère la présence d'une maladie.

### Maladies associées
Les bandes oligoclonales se retrouvent dans les maladies suivantes :
- Sclérose en plaques[21]
- Maladie de Lyme[22]
- Neuromyélite optique (maladie de Devic)[23]
- Lupus érythémateux disséminé[24]
- Neurosarcoïdose[25]
- Panencéphalite sclérosante subaigüe[26]
- Hémorragie sous-arachnoïdienne[27]
- Syphilis[28]
- Lymphome primitif du système nerveux central[29]
- Syndrome de Gougerot-Sjögren[30]
- Syndrome de Guillain-Barré
- Méningite carcinomateuse[31]
- Myélome multiple[32]
- Syndrome de Parry-Romberg